# Nowoaleksiejewka (rejon kujbyszewski)
Nowoaleksiejewka (ros. Новоалексеевка) – wieś (dieriewnia) w Rosji, w obwodzie nowosybirskim, w rejonie kujbyszewskim. W 2010 liczyła 99 mieszkańców.